# Natalia Clavier
Natalia Clavier (ur. w Buenos Aires) – argentyńska wokalistka jazzowa, najbardziej znana ze współpracy z Thievery Corporation. Śpiewa przeważnie po hiszpańsku i angielsku.

## Życiorys i kariera artystyczna

### Początki
Natalia Clavier urodziła się i wychowywała w Buenos Aires. Była pod wpływem matki, która miała szerokie zainteresowania muzyczne, od północnoamerykańskiego soulu i rhythm and bluesa, poprzez twórczość muzyków hiszpańskich, aż po klasykę. Kiedy miała około trzech lat, dostała od matki na urodziny płytę zespołu ABBA. Nauczyła się wówczas kilku piosenek po angielsku. W wieku jedenastu lat występowała jako solistka w dziecięcym show muzyczno-teatralnym, a jako nastolatka uczyła się w prywatnej szkole teatru niezależnego. Zmieniła plany, gdy odkryła, że bardziej skłania się ku muzyce jazzowej.
Jak stwierdziła w 2014 roku w wywiadzie dla Austin American-Statesman: 

W ogóle nigdy nie miałam talentu do sportu jakiegokolwiek rodzaju, ale urodziłam się z tą dodatkową predylekcją do śpiewania.

### Kariera muzyczna

#### Wyjazd Hiszpanii
Z czasem Clavier zainspirowała się jazzem, a szczególnie twórczością Sarah Vaughan i rozpoczęła karierę jako profesjonalna wokalistka jazzowa. Mając 22 lata postanowiła kontynuować muzyczną karierę w Barcelonie w Hiszpanii. Przeprowadziła się tam z rodzinnego miasta za namową i przy pomocy wuja, znanego projektanta przemysłowego i miłośnika jazzu. W Barcelonie śpiewała na żywo na rave’ach, a także występowała w kameralnych klubach jazzowych. Tam też poznała muzyka i swego przyszłego męża, Federica Aubele, również jak ona argentyńskiego emigranta. Aubele w 2004 roku zadebiutował albumem Gran Hotel Buenos Aires, wydanym przez wytwórnię Thievery Corporation, Eighteenth Street Lounge Music. Na zaproszenie Aubele Clavier zaczęła razem z nim występować i koncertować. W tamtym czasie śpiewała między innymi po angielsku, portugalsku i francusku, a sugestiom Aubele przypisuje fakt, iż powróciła do korzeni i do śpiewania po hiszpańsku.

#### Wyjazd do Stanów Zjednoczonych

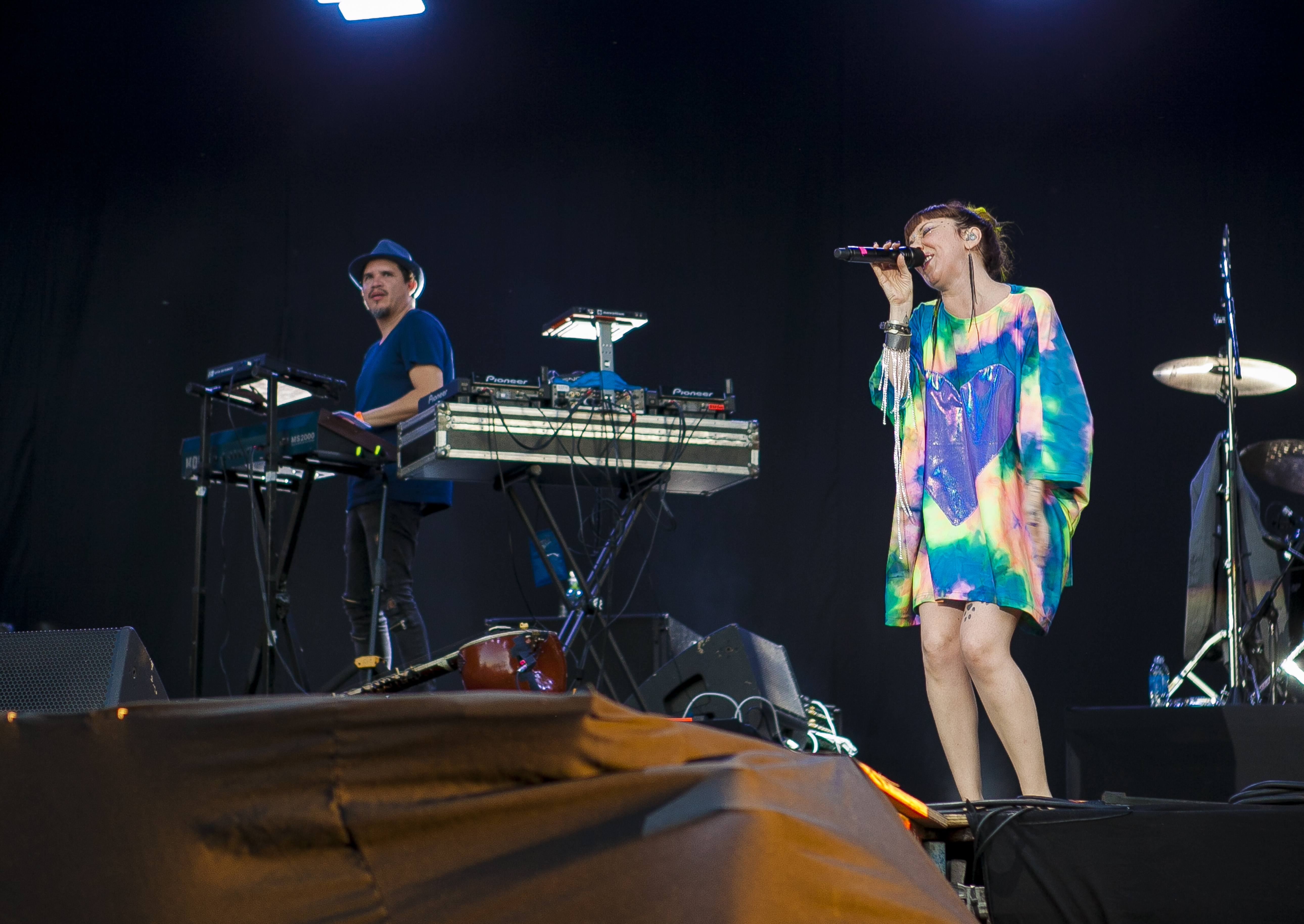
Natalia Clavier podczas występu z Thievery Corporation na BUE Festival w Buenos Aires (2017)

W 2006 roku przeprowadziła się razem z Aubele do Austin w Stanach Zjednoczonych, gdzie we wrześniu oboje wystąpili wspólnie na Austin City Limit Music Festival, co było debiutem koncertowym Clavier na ziemi amerykańskiej. W planach mieli wspólne nagranie drugiego albumu Aubele, Panamericana. Spotkała przy tej okazji Roba Garzę i Erica Hiltona z Thievery Corporation, którzy szukali wokalistki do wykonania kilku swoich piosenek na żywo. Clavier zgłosiła się na przesłuchanie, a po wykonaniu pierwszej zwrotki pierwszej piosenki Garza i Hilton przerwali sesję i postanowili ją zatrudnić. W listopadzie 2006 roku Clavier, jako pierwsza kobieta, podpisała kontrakt z Eighteenth Street Lounge Music.

Od tego czasu jeździłam z nimi po całym świecie, co było niesamowitym doświadczeniem.
Jako wykonawczyni rozwinęłam  się w postępie geometrycznym.

Hilton, który był pod wrażeniem śpiewu Clavier, zdecydował się wyprodukować jej debiutancki album, Nectar (2008) i wydać go w Eighteenth Street Lounge Music. Piosenki albumu były zaśpiewane wyłącznie w języku hiszpańskim.
W 2011 roku, za namową Hiltona, nawiązała współpracę z Adrianem Quesadą (zdobywcą Nagrody Grammy w kategorii: Best Latin Rock, Alternative or Urban Album, przyznanej mu za album El Existential z 2010 roku). Oboje współpracowali nad projektem Echocentrics, soulowym zespołem funkowym z psychodelicznym zacięciem, a w 2011 roku wystąpili na Pachanga Latino Music Festival.
W 2012 roku Clavier wystąpiła wspólnie z Thievery Corporation na festiwalu Lollapalooza w São Paulo, w Brazylii. W przerwie między trasami Thievery Corporation Clavier przeniosła się do Brooklynu, gdzie rozpoczęła pracę nad kolejnym solowym albumem. Album, zatytułowany Lumen ukazał się w 2013 roku. Wyprodukowany został przez zdobywcę Nagrody Grammy, Adriana Quesadę. W 2014 roku Clavier zadebiutowała jako gościnna wokalistka studyjna Thievery Corporation na albumie zespołu, Saudade. Zaśpiewała „Claridad”, jedyny hiszpańskojęzyczny utwór albumu.
30 października 2015 roku ukazał się album Clavier, Live in Buenos Aires, nagrany podczas jej koncertu w Teatro Del Viaje Mercado w Buenos Aires. Był to jej pierwszy solowy koncert w rodzinnym mieście, w którym wcześniej występowała wspólnie z Thievery Corporation.
W 2018 roku ukazał się kolejny album studyjny Clavier, Trans, będący muzycznym powrotem artystki do wpływów i muzycznych korzeni eksponowanych w jej poprzednich albumach, Néctar (2008) i Lumen (2013), takich jak: argentyński folklor, jazz i muzyka elektroniczna. Na Trans znalazły się teksty po hiszpańsku, angielsku i po raz pierwszy po portugalsku.
W 2020 roku wystąpiła gościnnie na solowym albumie Erica Hiltona, Infinite Everywhere, śpiewając piosenkę „The Grand Beauty”.

## Dyskografia
Lista według Discogs:
- Nectar (2008)
- Live At The Triple Door (2009, digital download)
- Lumen (2013)
- Trans (2018)
- Corazón Kintsugi (2023, z Erikiem Hiltonem)